# Standaardmandarijn

Sino-Tibetaanse talen in China

Standaardmandarijn of Standaardchinees is de officiële spreektaal van zowel de Volksrepubliek China als Taiwan. Het is het Mandarijn dat op scholen wordt onderwezen en dat door de autoriteiten en media in de Volksrepubliek China, Taiwan en Singapore wordt gebruikt.
Het Standaardmandarijn kan naar het alfabetische schrift worden getranscribeerd. Dat gebeurt verreweg het meest met Pinyin. De officiële taaldag van de Verenigde Naties voor het Chinees wordt wereldwijd gevierd op 20 april.

## Geschiedenis
Het Standaardmandarijn bestaat nog niet zo lang. In de twintigste eeuw wilde de Chinese overheid een standaardtaal voor het hele land. Daarom besloot men het dialect van de hoofdstad Peking als uitgangspunt te nemen. De voorloper van het huidige Standaardmandarijn is 'Guanhua', letterlijk 'ambtenarentaal', Mandarijn. Dit was de taal waarin ambtenaren uit verschillende gebieden, dus sprekers van verschillende dialecten, met elkaar spraken. Dat kon iets zijn dat op het huidige Mandarijn leek, maar ook een mengelmoes van de dialecten die betreffende ambtenaren kenden. Het Standaardmandarijn is dus uit het Beijing-dialect, het Beijinghua of hetzelfde het dialect van Peking ontstaan en behoort daarom tot het Peking-Mandarijn.

## Naam in het Vereenvoudigd Chinees, Traditioneel Chinees en Pinyin
- In de Volksrepubliek China wordt Standaardmandarijn putonghua genoemd,

vereenvoudigd Chinees: 普通话,
traditioneel Chinees: 普通話,
pinyin: Pǔtōnghuà,
letterlijk vertaald: 'gewone taal'.
- In Taiwan spreekt men van Guoyu,

vereenvoudigd Chinees: 国语,
traditioneel Chinees: 國語,
pinyin: Guóyǔ,
letterlijk vertaald: 'landstaal'.
- In Maleisië en Singapore, Huayu,

vereenvoudigd Chinees: 华语,
traditioneel Chinees: 華語,
pinyin: Huáyǔ,
letterlijk vertaald: 'taal van de Chinezen'.

## Spellingsysteem
Het Standaardmandarijn kan worden getranscribeerd in:
- Pinyin
- Zhuyin
- Wade-Giles
- Tongyong pinyin
- Xiao'erjing
- Yale

## Voorbeelden
Enkele voorbeelden van het Standaardmandarijn:
| 我爱你   | wǒ ài nǐ     | Ik hou van jou uitspraakⓘ   |
| 我喜欢你 | wǒ xǐhuan nǐ | Ik vind jou leuk uitspraakⓘ |

Wǒ betekent 'ik', nǐ betekent 'jij' of 'jou', ài betekent 'houden van' en xǐhuan betekent 'leuk vinden'. Het Chinees kent geen verbuigingen of vervoegingen.